# Beuren (Irmenach)
Beuren ist ein Ortsteil der im rheinland-pfälzischen Landkreis Bernkastel-Wittlich gelegenen Ortsgemeinde Irmenach. Bis 1974 war Beuren eine selbstständige Gemeinde, ehe sie im Zuge der rheinland-pfälzischen Verwaltungsreform der neu gebildeten Gemeinde zugeschlagen wurde. Der Ortsteil hatte im Jahr 1974 insgesamt 218 Einwohner (1885: 256 Einwohner) bei einer Gesamtfläche von 6,21 Quadratkilometern.
Am 1. Dezember 1974 wurde die Ortsgemeinde Irmenach aus den zugleich aufgelösten Gemeinden Irmenach und Beuren neu gebildet.

## Kreiszugehörigkeit
- 1816–1969: Landkreis Zell
- 1969–1970: Rhein-Hunsrück-Kreis
- seit 1970: Landkreis Bernkastel-Wittlich